# Kew Jaliens
Kew Raffique Jaliens (Rotterdam, 1978. szeptember 15. –) holland válogatott labdarúgó, edző.
Nagybátya, Kenneth Jaliens a Suriname-i labdarúgó-válogatott edzője volt.

## Pályafutása

### Sparta
Profi pályafutását a Spartánál kezdte és az FC Groningen ellen debütált 18 évesen az 1996-97-es bajnoki szezonban. Ekkor még csak 2 bajnoki mérkőzésen lépett pályára, majd a következő években stabil kezdő játékossá vált.

### Willem II
1999-ben aláírt a Willem II csapatához, bajnoki debütálása a FC Den Bosch ellen történt. Első gólját a Twente ellen szerezte.

### AZ Alkmaar
2004-ben szerződött az Alkmaar csapatához. Debütálása a SC Heerenveen ellen került sor. Első gólját a Vitesse ellen szerezte. 2007 júliusában 2012-ig meghosszabbította szerződését. Holland bajnokságot és szuperkupát nyert.

### Wisla Kraków
2011. január 26-án csatlakozott ingyen a Wisla Kraków csapatához. Két és fél évre szerződött a lengyel klubhoz.

### Válogatott

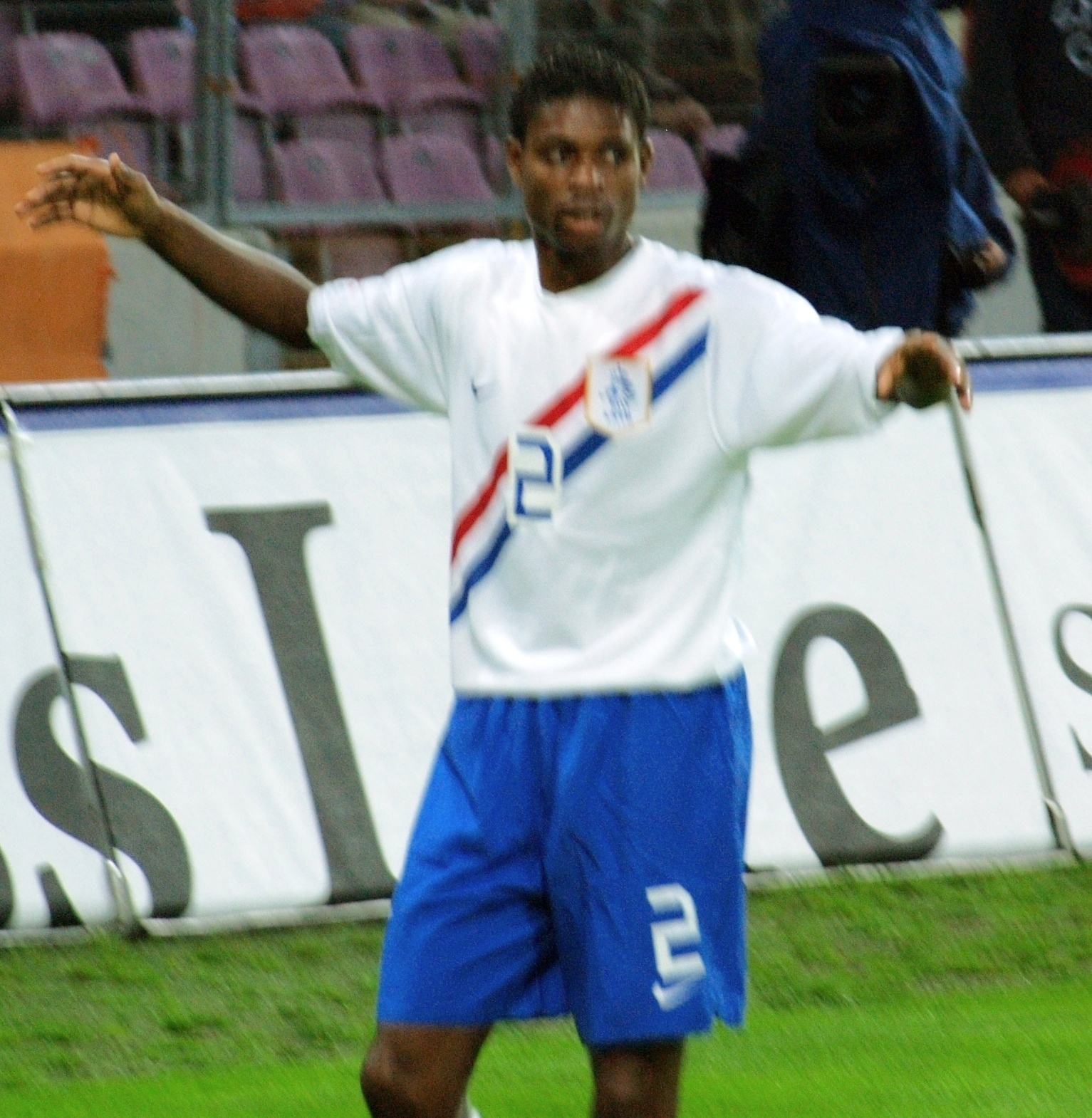
Jaliens a válogatott színeiben

2006-ban Marco van Basten hívta be a nemzeti válogatottba és Ecuador ellen debütált.
Részt vett a 2006-os világbajnokságon ahol  Argentína ellen pályára lépett.

#### Pekingi olimpia
Jalienst is beválasztották az olimpiai keretbe, ahol három 23 év feletti játékos is részt vehetett a 2008-as olimpián a Holland válogatott színeiben. Mind a három mérkőzésen játszott, Egyesült Államok, Japán és Nigéria ellen.

## Sikerei, díjai

### AZ
- Eredivisie: 2008–09
- Johan Cruijff Shield: 2009

### Wisła Kraków
- Ekstraklasa: 2010–11